# (411) Janto
(411) Janto, en español Jante, es un asteroide perteneciente al cinturón de asteroides descubierto el 7 de enero de 1896 por Auguste Honoré Charlois desde el observatorio de Niza, Francia.
Está nombrado por Jante, una de las oceánidas de la mitología griega.

## Características orbitales
Janto orbita a una distancia media del Sol de 2,934 ua, pudiendo acercarse hasta 2,591 ua. Tiene una excentricidad de 0,117 y una inclinación orbital de 15,34°. Emplea 1836 días en completar una órbita alrededor del Sol.